# 돈은 많은데 시간은 없다

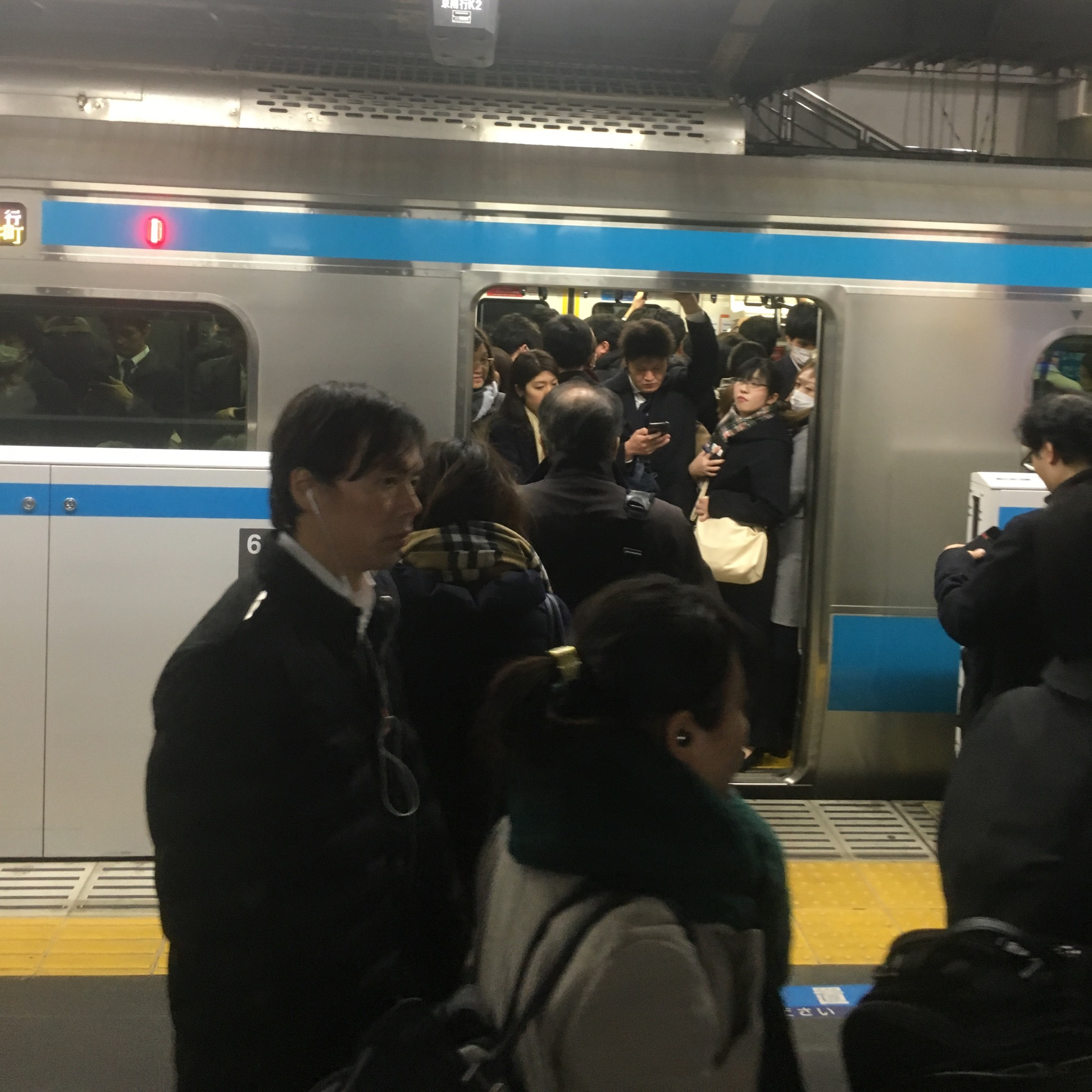
화이트 칼라 노동자들이 도쿄의 러시아워 시간대에 지하철을 타려고 서두르고 있는 모습

돈은 많은데 시간은 없다(Money-rich, time-poor)는 재정적 자유가 있음에도 불구하고 여가 시간이 거의 없는 계층을 설명하는 데 사용되는 용어이다. 이 표현은 20세기 후반 영국에서 만들어졌으며 오늘날에도 여전히 사용되고 있다.
이는 부유한 계층과 가난한 계층 모두의 사회 경제적 상황과 많은 관련이 있다. 그러나 부유한 계층과 가난한 계층의 차이를 살펴보면 시간에 대한 인식이 크게 다를 수 있다. 경제학자 존 메이너드 케인스는 1930년 에세이 "우리 손주들을 위한 경제적 가능성"에서 그의 손주들이 성장할 때쯤이면 주당 15시간씩 일하고 인생에서 더 나은 일을 할 시간을 갖게 될 것이라고 썼다. 1931년부터 2011년 사이에 평균 시장 노동 시간이 1/4 이상 감소했지만 그 감소폭은 케인즈가 예측한 것만큼 급격하지는 않았다.

## 같이 보기
- 어플루엔자
- 8시간 노동제
- 주4일근무제
- 일중독증